# Einat Arif Galanti
Pour les articles homonymes, voir Arif.
 (mars 2016).
Si vous disposez d'ouvrages ou d'articles de référence ou si vous connaissez des sites web de qualité traitant du thème abordé ici, merci de compléter l'article en donnant les références utiles à sa vérifiabilité et en les liant à la section « Notes et références ».
Einat Arif Galanti (Hebreu: עינת עריף-גלנטי) est une artiste Israélienne, née à Jérusalem, en 1975. Elle est principalement reconnue pour ses travaux photographiques et vidéo.

## Biographie
De 1995 à 1998, elle poursuit des études de photographie appliquée au Collège académique d’Hadassa, Jérusalem. À la fin de ses études, elle obtient deux fois consécutives une bourse d’études de la photographie de la Fondation culturelle Amérique-Israël (America-Israel Cultural Foundation). En 2002 Arif Galanti étudie le dessin et la peinture au "Jerusalem Studio School", école dirigée par Israël Hershberg et qui s’inscrit dans une approche classique de l’art figuratif. En 2004, Arif Galanti fonde avec Yossi Galanti, son mari, et d’autres artistes une galerie coopérative à Jérusalem.
Arif Galanti est professeur à l’École supérieure d’art Pardes à Givat Washington. Elle a réalisé dix expositions personnelles et participé à un grand nombre d’expositions collectives en Israël et dans le monde, au musée d’Israël, au musée Tel Aviv, au musée d’art contemporain d’Herzliya, au musée Bass de Miami, au Collegno de Turin, au musée d’art de Haïfa et au musée des arts photographiques de Kiyosato au Japon,.
En 2013 elle a reçu une subvention du conseil de loterie pour la culture et l’art.
Des œuvres d’Arif Galanti font actuellement partie de collections privées et publiques. Elle participe à la revue "Untitled" et partage l’atelier d’artistes "Art Cube Artists" à Jérusalem.

## Expositions personnelles
- 2015 – Between the Lights, musée d'art de Haïfa[3]
- 2013 – Where Have All the Flowers Gone?, Maison Ticho, Jérusalem[4]
- 2013 – Almost, Maison d'artistes Jérusalem[5]
- 2011 – Vanity & Vapor, Galerie "The Heder", Tel Aviv[6]
- 2011 – Repeated Promises, Galerie Zilum Ba'am, Tel Aviv
- 2011 – Collapsing New Buildings, Collaboration avec Yossi Galanti, Galerie coopératif Agripas 12, Jérusalem
- 2006 – Still Life, 1998–2006, Galerie de Wizo Haïfa
- 2006 – Salon Israélienne de photographie, Collaboration avec Yossi Galanti, Galerie coopératif Agripas 12, Jérusalem
- 2006 – Still Alive, Galerie Golconda Fine Art, Tel Aviv
- 2005 – Vanitas Vanitatum Today, Musée d'art contemporain de Herzliya[7]
- 2005 – Death of the Narrative, Collaboration avec Yossi Galanti, Galerie coopératif Agripas 12, Jérusalem
- 2003 – Land of Loves/Land of the Fathers, Collaboration avec Yossi Galanti, Galerie Limbus, Tel Aviv